# Большая Кумёна
Большая Кумёна (Кумёна, Кумёнка) — река в Верхошижемском и Кумёнском районах Кировской области, левый приток Быстрицы (бассейн Волги). Устье реки находится в 101 км по левому берегу реки Быстрица. Длина реки составляет 70 км. Площадь водосборного бассейна — 577 км². В верховьях также называется Кумёнка.
Исток реки в холмах Вятского Увала в 5 км к юго-востоку от села Среднеивкино (центр Среднеивкинского сельского поселения). Река течёт на восток, затем поворачивает на север. Верховья находятся в Верхошижемском районе, остальное течение — в Кумёнском. Высота устья — 125,8 м над уровнем моря.
Крупнейший населённый пункт на реке — районный центр, посёлок городского типа Кумёны. Кроме него река протекает село Лутошкино, деревни Сенокосовщина, Тюлькинцы, Березник, Бабкинцы, Вересники (все — Кумёнское сельское поселение); деревни Бабкинцы, Кореповщина, Моряны и Спасская (все — Кумёнское городское поселение); деревни Мошаны, Рудины, Полом (все — Речное сельское поселение). В нижнем течении река соединена с системой мелиоративных каналов на торфоразработках. Впадает в Быстрицу у деревни Слудное и посёлка Олимпийский (Речное сельское поселение). Ширина реки у устья — 20 метров.
Русло Большой Кумёны извилистое, в русле многочисленные завалы, плотины, развалившиеся мосты. Лесов по берегам немного, чаще встречаются луга и заболоченные участки. Течение в межень слабое, в половодье быстрое.

## Притоки (км от устья)
- 6,8 км: река Копаниха (лв)
- 12 км: река Татариха (лв)
- 15 км: река Костиха (лв)
- река Ботиха (лв)
- река Сониха (лв)
- 26 км: река Малая Кумёна (лв)
- река Долгуша (пр)
- река Липовка (пр)
- река Бурлиха (пр)
- река Верхняя Кумёна (лв)

## Данные водного реестра
По данным государственного водного реестра России относится к Камскому бассейновому округу, водохозяйственный участок реки — Вятка от города Киров до города Котельнич, речной подбассейн реки — Вятка. Речной бассейн реки — Кама.
Код объекта в государственном водном реестре — 10010300312111100034594.